# Nayu Kiyohara
Nayu Kiyohara (1 de maio de 1991) é uma jogadora de softbol japonesa, que joga na posição de receptora.

## Carreira
Kiyohara compôs o elenco da Seleção Japonesa de Softbol Feminino nos Jogos Olímpicos de Verão de 2020 em Tóquio, onde se consagrou campeã com a conquista da medalha de ouro.